# ココ・テイラー
ココ・テイラー（英語: Koko Taylor、1928年9月28日 - 2009年6月3日)は、アメリカ合衆国テネシー州メンフィス生まれのブルース歌手。出生時の名前はコラ・ウォルトンで、テイラー姓は最初の夫のもの。1960年代から晩年に至るまでシカゴ・ブルース界の代表的な女性歌手として活躍し、「ブルースの女王（英語: Queen of the Blues）」の愛称で知られる。荒々しく力強いシャウトを効かせたヴォーカル・スタイルが特徴。代表曲は「ワン・ダン・ドゥードゥル」。グラミー賞やブルース音楽賞など複数の賞を受賞し、ブルースの殿堂入りも果たしている。

## 来歴

### デビュー以前
メンフィスの小作人の家庭に生まれたココ（チョコレートが好きであったためついたニックネーム）は、10歳のころ（1939年）に母親を亡くし、父親に育てられた。農場の手伝いをしながらバプテスト教会に通いゴスペルを歌うようになり、その後ラジオで聴いた音楽に触発されて兄弟とともに自作の楽器でブルースを演奏するようになった。1953年にトラック運転手のロバート・“ポップス”・テイラー（英語: Robert “Pops” Taylor）と結婚し、仕事を求めてシカゴに移住した。メイドの仕事をしながらクラブで歌手として活動するようになっていく。

### チェス・レコード時代
1962年、ココはベーシスト、プロデューサーとして著名なウィリー・ディクソンと出会い、翌1963年、彼のプロデュースによりUSAレコードからシングル「Like Heaven to Me」をリリース。その翌年には、ディクソンの紹介で名門チェスと契約し、「ワン・ダン・ドゥードゥル」をリリースする。この曲はR&Bチャート4位を記録する大ヒットとなり、彼女の代表曲として定着した。このヒットのおかげでココの仕事は劇的に増え、夫のポップスは彼女の専属マネージャーとして活動するようになる。1975年にチェスが倒産するまでにココは、2枚のアルバムをリリースした。

### アリゲーター・レコード時代
チェスの倒産を受けて、1975年、ココはシカゴのインディー系ブルース・レーベルのアリゲーター・レコードと契約する。同年『I Got What It Takes』で同レーベルからのデビューを果たし、グラミー賞にも初めてノミネートされている。以後、彼女は亡くなるまで20年以上の長きに渡り、同レーベルの主要アーティストとして、多くの作品をリリースした。
1980年の初受賞以降、W.C.ハンディ賞（現ブルース音楽賞）をのべ14回受賞。1984年には、コンピレーション・アルバム『Blues Explosion』（アトランティック）でグラミー賞（最優秀トラディショナル・ブルース・アルバム部門）を受賞している。
1988年のツアー中に交通事故に遭い、重症を負う。同乗していた夫のポップスも一時心肺停止の重症を負い、数ヵ月後に亡くなってしまう。ココは回復し、6ヶ月後のシカゴ・ブルース・フェスティバル（英語版）で復活を果たした。
1991年、ジャパン・ブルース・カーニバル出演のため初来日。1993年、B.B.キングのアルバム『Blues Summit』にフィーチャリング・ゲストとして参加。1994年には、シカゴに自身のクラブ「ココ・テイラーズ・セレブリティ」をオープンする（1999年に閉店）。1996年にヘイズ・ハリスと再婚。1997年には、ブルースの殿堂入りを果たした。1998年の映画『ブルース・ブラザース2000』にも出演している。

### 晩年と死去
晩年は体調不良から活動のペースが落ちていたが、2007年4月、7年ぶりの新作『Old School』をリリース。同年7月には16年ぶりの来日公演も行った。
2009年5月19日、ココは消化器からの出血を治療するため手術を受けたが、術後の合併症のため、6月3日亡くなった。5月7日のブルース音楽賞授賞式で「Wang Dang Doodle」の力強い歌唱を見せてから1ヶ月足らずのことであった。

## エピソード
ココのバンド、ブルース・マシンにはかつてバーナード・アリソン、ルリー・ベルも在籍していたことがある。2000年からは、シカゴ在住の日本人、菊田俊介がギタリストを務めた。

## ディスコグラフィー
- 1969年　Koko Taylor (Chess)
- 1972年　Basic Soul (Chess)
- 1973年　South Side Lady (Evidence)
- 1975年　I Got What It Takes (Alligator)
- 1975年　Queen of the Blues (Alligator)
- 1975年　Southside Baby (Black & Blue)
- 1978年　The Earthshaker (Alligator)
- 1981年　From the Heart of a Woman (Alligator)
- 1987年　An Audience with Koko Taylor (Alligator)
- 1987年　Live From Chicago - An Audience With The Queen (Alligator)
- 1990年　Jump for Joy (Alligator)
- 1990年　Love You Like a Woman (Charly)
- 1991年　Wang Dang Doodle (Huub)
- 1993年　Force of Nature (Alligator)
- 2000年　Royal Blue (Alligator)
- 2002年　Deluxe Edition (Alligator)
- 2007年　Old School (Alligator)